# Hirculops
Hirculops is een monotypisch geslacht van straalvinnige vissen uit de familie van de naakte slijmvissen (Blenniidae). Het geslacht is voor het eerst wetenschappelijk beschreven in 1959 door Smith.

## Soort
- Hirculops cornifer (Rüppell, 1830)